# Museu de la Trinidad
El Museu Nacional de Pintura i Escultura, anomenat habitualment Museu de la Trinidad, va ser un centre museístic públic espanyol de pintura i escultura. Creat el 1837, va estar ubicat a l'antic convent de trinitaris calçats de Madrid i va estar obert fins a 1872, quan es va integrar al Museu del Prado.
Fundat arran de la desamortització de béns de l'Església promoguda pels reials decrets del ministre Juan Álvarez Mendizábal. Per Reial Ordre de 31 de desembre de 1837, on va disposar-se que es formés un museu nacional on reunir escultures i pintures dels convents desamortitzats de Madrid, Toledo, Àvila i Segòvia. Aquesta tasca va estar sota la protecció de la Reial Acadèmia de Belles Arts de Sant Ferran, atesa la possibilitat de sostracció, ocultació i venda de les obres, i va tenir el suport de la reina regent Maria Cristina de Borbó.
El museu va obrir oficialment el 24 de juliol de 1838. L'edifici on va ubicar-se va ser l'antic convent de la Trinitat Calçada, al carrer d'Atocha, del qual va rebre el seu nom. La cessió definitiva de l'edifici es va fer per Reial Ordre de 3 de desembre de 1838. A banda dels béns desamortitzats, l'estat va anar augmentant la col·lecció, primer el 1838 amb la col·lecció de pintura de l'infant Sebastià de Borbó, decomissada el 1835 perquè havia abraçat la causa carlina. Des del 1856 l'estat va enriquir-la a partir de noves adquisicions, però amb una política desigual, si bé va incorporar obres de Morales, El Greco, Alessandro Allori i sobretot un conjunt de retrats de Goya.
Al llarg de la seva història, l'estat de les obres que conservava no va ser l'òptim, a més l'edifici va tenir altres usos que van agreujar-ne la conservació, per exemple quan el govern de Bravo Murillo va decidir instal·lar al mateix edifici la seu del ministeri de Foment.
El museu va tancar definitivament el 1872 i la seva col·lecció va passar al Museu del Prado. Les obres procedents del museu de la Trinidad són les segones en nombre quan conformen l'actual col·lecció del Prado després de la col·lecció reial. L'edifici va ser enderrocat el 1926 i actualment hi ha la plaça de Jacinto Benavente.